# Sanger (Hurum)
Sanger is een viertal liederenbundels gecomponeerd door Alf Hurum. Ze verschenen als los materiaal in eigen beheer en werden pas later samen gebundeld. Ze zijn vaak ongedateerd. Men vermoedt aan de hand van manuscripten en uitvoeringen etc. dat het merendeel is geschreven gedurende de jaren 1917 en 1918.
In Sanger opus 11 zijn samengebracht:
- Vis es igen (We zien elkaar weer) op tekst van Viktor Rydberg
- En blomma (Een bloem) eveneens op tekst van Rydberg
- Gloria in Excelsis op tekst van Theodor Caspari

In Sanger opus 12 zijn samengebracht:
- Liden Kirsten (Kleine Kirsten) op tekst van Vilhelm Krag
- Hvorfor hyler de sorte hunde (Waarom huilen zwarte honden) op tekst van Vilhelm Krag
- Græd kun, du blege (Schreeuw, bleek kind) op tekst van Vilhelm Krag

In Sanger opus 13 zijn samengebracht:
- Blonde nætter (Lichte nachten) op tekst van Vilhelm Krag
- Stævnemøde (Ontmoeting) op tekst van Vilhelm Krag
- Genrebillede (Tijdstuk) op tekst van Vilhelm Krag
- Det var en deilig hane (Het was een lieve haan) op tekst van Vilhelm Krag

In Sanger opus 14 zijn samengebracht:
- Fandango op tekst van Vilhelm Krag
- Til min gyldenlak (Aan mijn goudlokje) op tekst van Henrik Wergeland
- Nocturne op tekst van Sigbjørn Obstfelder
- Regn (Regen) op tekst van Sigbjorn Obstfelder

Dat van bundeling nog geen sprake was blijkt uit een drietal uitvoeringen:
- 3 september 1917: Lyng Olav Sverénius (geboortenaam Olav Sverre) zong, begeleid door Magda Sverénius (diens vrouw), Gloria in Excelsis (opus 11), Græd kun du blege (opus 12.3) en Hvordor hyler de sorte hunde (opus 12.2) (1ste Gang)
- 16 januari 1918: Emil Nielsen zong begeleid door Eyvind Alnaes Gloria in Excelsis
- 18 september 1918: Concertavond met muziek van Hurum, programma met alle genoemde liederen: 
  - Vis es igen (Sverénus met Hurum)
  - Gloria in Excelsis (idem)
  - Fandango (idem)
  - Pasteller zonder Fantasie (Nils Larsen)
  - Liden Kirsten (Elisabeth Munthe-Kaas met Hurum)
  - Stævnemøde (idem)
  - Blonde nætter (idem)
  - Det var en deilig hane (idem)
  - En blomma (idem)
  - Regn (idem)
  - Nocturne (idem)
  - Akvareller (Nils Larsen)
  - Impressions pour le piano (Nils Larsen)
  - Genrebillede (Olav Sverénus met Hurum)
  - Græd kun, du blege (idem)
  - Til min gyldenluk (idem)
  - Hvorfor hyler de sorte hunde (idem)